# 아키노 히로키
아키노 히로키(일본어: 秋野 央樹, 1994년 10월 8일 ~ )는 일본의 축구 선수이다.

## 구단 경력
그는 2013년부터 J리그의 가시와 레이솔, 쇼난 벨마레, V-파렌 나가사키에서 뛰었다.

## 국가대표팀 경력
그는 2011년 FIFA U-17 월드컵에 참가할 일본 U-17 국가대표팀에 발탁되었으며, 4경기에 출전, 1득점을 넣어서, 8강 진출에 기여했다. 2013년 AFC U-22 축구 선수권 대회, 2014년 아시안 게임에도 출전했다.